# Municipio de Hebron (Míchigan)
El municipio de Hebron (en inglés, Hebron Township) es un municipio del condado de Cheboygan, Míchigan, Estados Unidos. Tiene una población estimada, a mediados de 2022, de 304 habitantes.
Abarca una zona exclusivamente rural.

## Geografía
Está ubicado en las coordenadas 45°40′24″N 84°39′35″O / 45.67333, -84.65972. Según la Oficina del Censo, tiene una superficie total de 90.1 km², de la cual 88.2 km² corresponden a tierra firme y 1.9 km² están cubiertos de agua.

## Demografía
Según el censo de 2020, en ese momento había 298 personas residiendo en la zona. La densidad de población era de 3.4 hab./km². El 90.27 % de los habitantes eran blancos, el 0.67 % eran afroamericanos, el 3.02 % eran amerindios, el 0.34 % era de otra raza y el 5.70 % eran de una mezcla de razas. Del total de la población el 1.34 % eran hispanos o latinos de cualquier raza.